# دانيال دبليو. برادلي
دانيال دبليو. برادلي (بالإنجليزية: Daniel W. Bradley)‏ هو عالم فيروسات أمريكي، ولد في القرن العشرين في بالو ألتو في الولايات المتحدة.